# Народный артист Азербайджана
«Народный артист Азербайджана» (азерб. Xalq artisti) — почётное звание Азербайджанской Республики, присваиваемое за особые заслуги в развитии азербайджанской культуры.

## Присвоение
Президент Азербайджанской Республики присваивает почётное звание по личной инициативе, а также по предложению Национального Собрания и Кабинета Министров.
Почётное звание присваивается только гражданам Азербайджанской Республики. Согласно указу почётное звание «Народный артист Азербайджана»  не может быть повторно присвоено одному и тому же лицу.
Удостоенное почётного звания лицо может быть лишено почётного звания в случае:
- осуждения за тяжкое преступление;
- совершения проступка, запятнавшего почётное звание

## Указ об учреждении
Почётное звание «Народный артист Азербайджана» было учреждено указом Президента Азербайджанской Республики от 22 мая 1998 года наряду с некоторыми другими званиями.

## Описание
Лица, удостоенные почётного звания «Народный артист Азербайджана» Азербайджанской Республики, получают удостоверение и нагрудный знак почётного звания Азербайджанской Республики. Нагрудной знак почётного звания должен носиться на правой стороне груди.

## См.также
- Народный артист Азербайджанской ССР
- Государственные награды Азербайджана
- Почётные звания Азербайджана
- Заслуженный работник культуры Азербайджана